# Talkessel Teutschenthal
Der Talkessel Teutschenthal ist eine Motocross-Rennstrecke in Teutschenthal nahe Halle (Saale) und wird betrieben vom Motorsportclub Teutschenthal. Sie liegt etwa 1 km nördlich des Dorfzentrums von Teutschenthal und ist Austragungsort des deutschen Motocross-Grand Prix.

## Geschichte

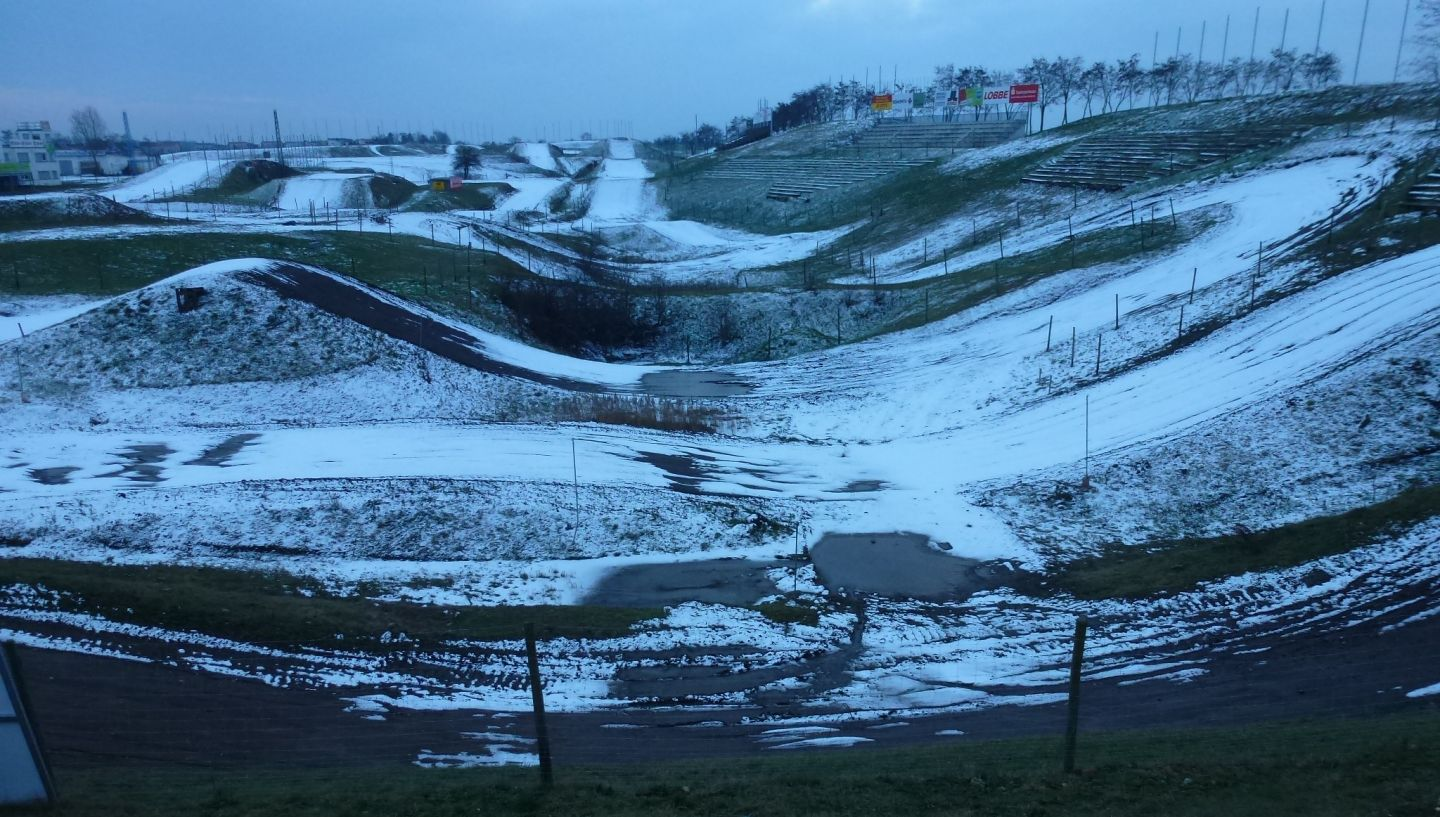
Teile der Strecke

Der Motocross-Rundkurs wurde im Oktober 1966, etwa 25 Kilometer westlich von Halle (Saale) in einer alten Kies- und Braunkohlegrube angelegt. Die ersten Rennen wurden Ende der 1960er Jahre noch von den Betreibern der Halle-Saale-Schleife organisiert. Später übernahm dies der 1967 gegründete Motorsportclub Teutschenthal. Im Laufe der Jahre wurden unter anderem die DDR-Motocrossmeisterschaften sowie aktuell jährlich der „Grand Prix of Germany“ zur Motocross-Weltmeisterschaft ausgefahren.
International bekannt wurde die Strecke 1971 zum ersten internationalen Motocross Weltmeisterschaftslauf in Teutschenthal. Nachdem Fahrer aus dem „nichtsozialistischen Ausland“ schon im Folgejahr keine Startgenehmigung mehr bekamen, entstanden Wettbewerbe wie der Pokal für Frieden und Freundschaft oder der Pokal der Kalikumpel mit Teilnehmern der ehemaligen Ostblockstaaten. Mitte der 1980er Jahre besuchten durchschnittlich 30.000 Zuschauer die Rennen im Talkessel.

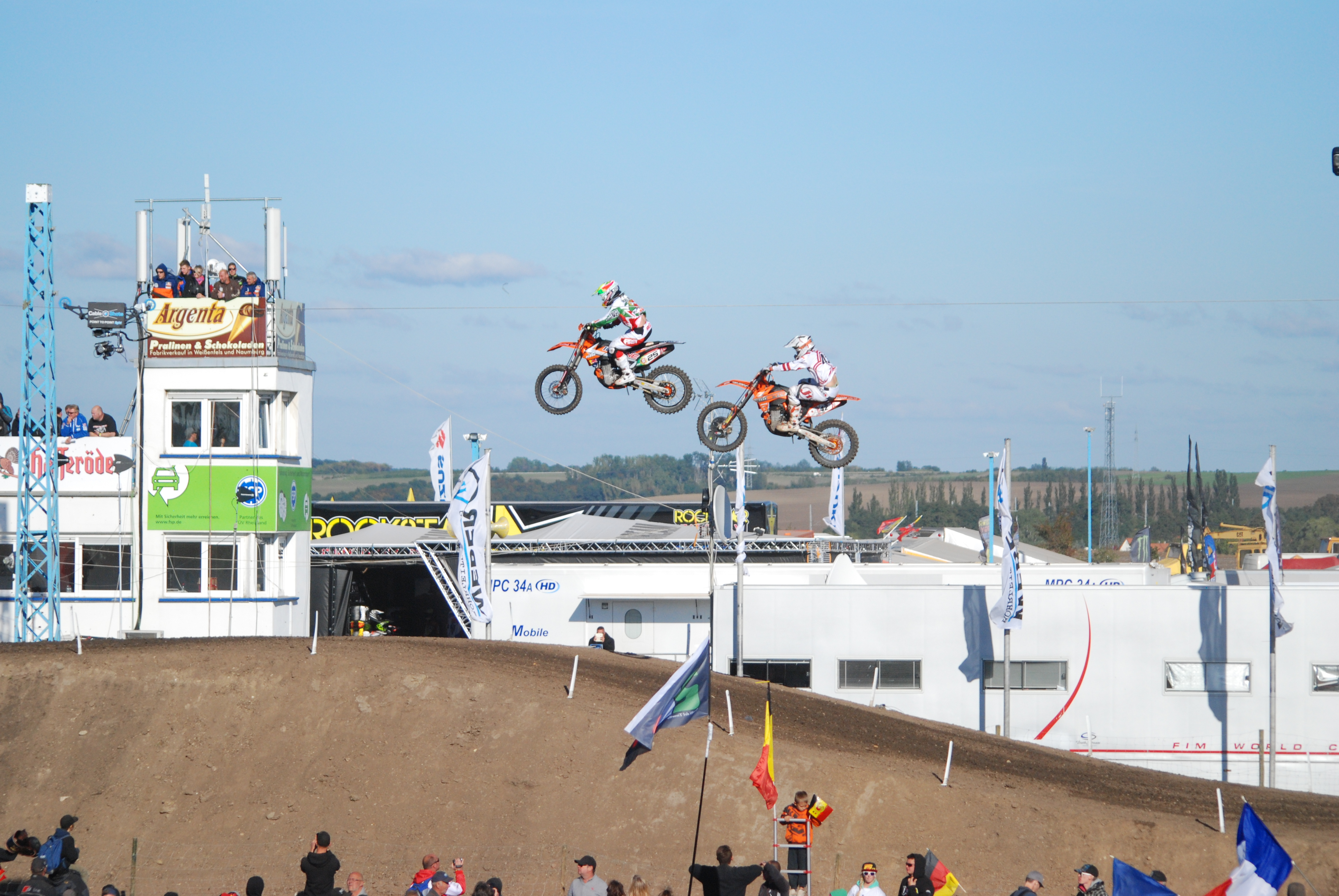
Motocross of Nations 2013 im Talkessel Teutschenthal

Ab 1989 durften wieder Fahrer auch aus dem „nichtsozialistischen Ausland“ in Teutschenthal starten. Das internationale Rennen 1989 mit Teilnehmern aus 13 Nationen besuchten 33.000 Zuschauer. 1991 fand ein Lauf zur Europameisterschaft und 1993 die zweite Motocross-Weltmeisterschaft in Teutschenthal statt. Seit 1996 werden jährlich die Motocross-Weltmeisterschaften im Talkessel ausgetragen. Weiterhin finden auf der Strecke die sachsen-anhaltischen Motocross-Landesmeisterschaften statt und der Talkessel Teutschenthal ist seit 2013 Stützpunkt des Nachwuchsprojektes ADAC MX Academy.

## Streckenbeschreibung
Die derzeitige Länge beträgt 1.565 Meter, bei einer Mindestbreite von 7 Meter. Es gibt 7 Sprünge sowie mehrere Bergauf- und Bergabpassagen. Die Strecke bietet eine Kombination aus einer traditionellen Naturstrecke und Zuschauerrängen, die teilweise wie in einem Stadion angeordnet sind und beste Sicht auf das Renngeschehen bieten.

## Veranstaltungen
Aktuell finden der FIM Motocross Grand Prix of Germany (ausgetragen seit 2004 - davor FIM Motocross GP of Europe) mit Läufen zur FIM Motocross-Welt- und Europameisterschaft, Läufe zur FIM Women’s Motocross World Championship, die Motocross Landesmeisterschaft Sachsen-Anhalt und die Talkessel Classics auf der Strecke statt. Der GP of Germany soll noch mindestens bis 2027 Teil des WM Kalenders sein.
2013 war die Strecke Austragungsort des Motocross der Nationen.